# Гумуш (ТВ серија)
Гумуш (тур. Gümüş) турска је телевизијска серија, снимана од 2005. до 2007.
У Србији је емитована 2010. и 2011. на телевизији Прва.

## Синопсис
Гумуш је прича о несрећној љубави, неузвраћеној али и наметнутој, о младим људима којима је срећа толико близу да је не виде. Живот простодушне, неискварене девојке Гумуш (срп. Сребро) мења се када јој имућна породица Шадоглу договори брак с мушким наследником Мехметом који је, након што му је вољена девојка погинула у саобраћајној несрећи, запао у тешку депресију. Гумуш верује да се њен сан остварује. Удаје се за младића у којег је заљубљена од детињства и одлази у Истанбул да би наставила живот у богатству. Ипак, ствари нису тако једноставне. Мехмет је несрећан, јер је присиљен да живи са женом коју није сам одабрао и, без обзира што је Гумуш лепа, нежна и пажљива, његово срце остаје затворено.
Врло брзо Гумуш увиђа да њен нови живот уопште неће бити бајка о каквој је маштала. Осим резервисаног и одбојног супруга, неспособног да је прихвати као праву жену, свакодневицу ће јој загорчавати свекрва и Мехметова сестра. Без другог излаза она ће прихватити улогу која јој је додељена, али ће се окренути властитом усавршавању и образовању у нади да ће тако лакше једног дана одледити Мехметово срце.
Девојци Гумуш је судбина наменила раскошан живот и велику љубав, али се на том путу сусреће с бројним причама људских слабости које треба разрешити.

## Улоге
| Глумац:                | Улога:       |
| ---------------------- | ------------ |
| Сонгул Оден            | Гумуш        |
| Киванч Татлитуг        | Мехмет       |
| Екрем Бора             | Мехмет Фикри |
| Гунгор Бајрак          | Шереф        |
| Фунда Илхан            | Есра         |
| Ајча Варлијер          | Пинар        |
| Лачин Џејлан           | Гулсун       |
| Севинч Гурсен Акјилдиз | Бахар        |
| Тарик Унлуоглу         | Тарик        |
| Барис Багџи            | Емир         |
| Џунејт Чалишкур        | Ахмет        |
| Сердар Орчин           | Онур         |
| Камил Гулер            | Гокхан       |
| Емре Карајел           | Енгин        |
| Тајфун Ераслан         | Левент       |
| Хикмет Карагоз         | Осман        |
| Џансин Озјосун         | Дидем        |
| Фусун Ербулак          | Дилруба      |
| Мурат Акдаг            | Којлу        |
| Чигдем Батур           | Дилек        |